# Austin A40 Sports
Véase Austin A40 para otros modelos

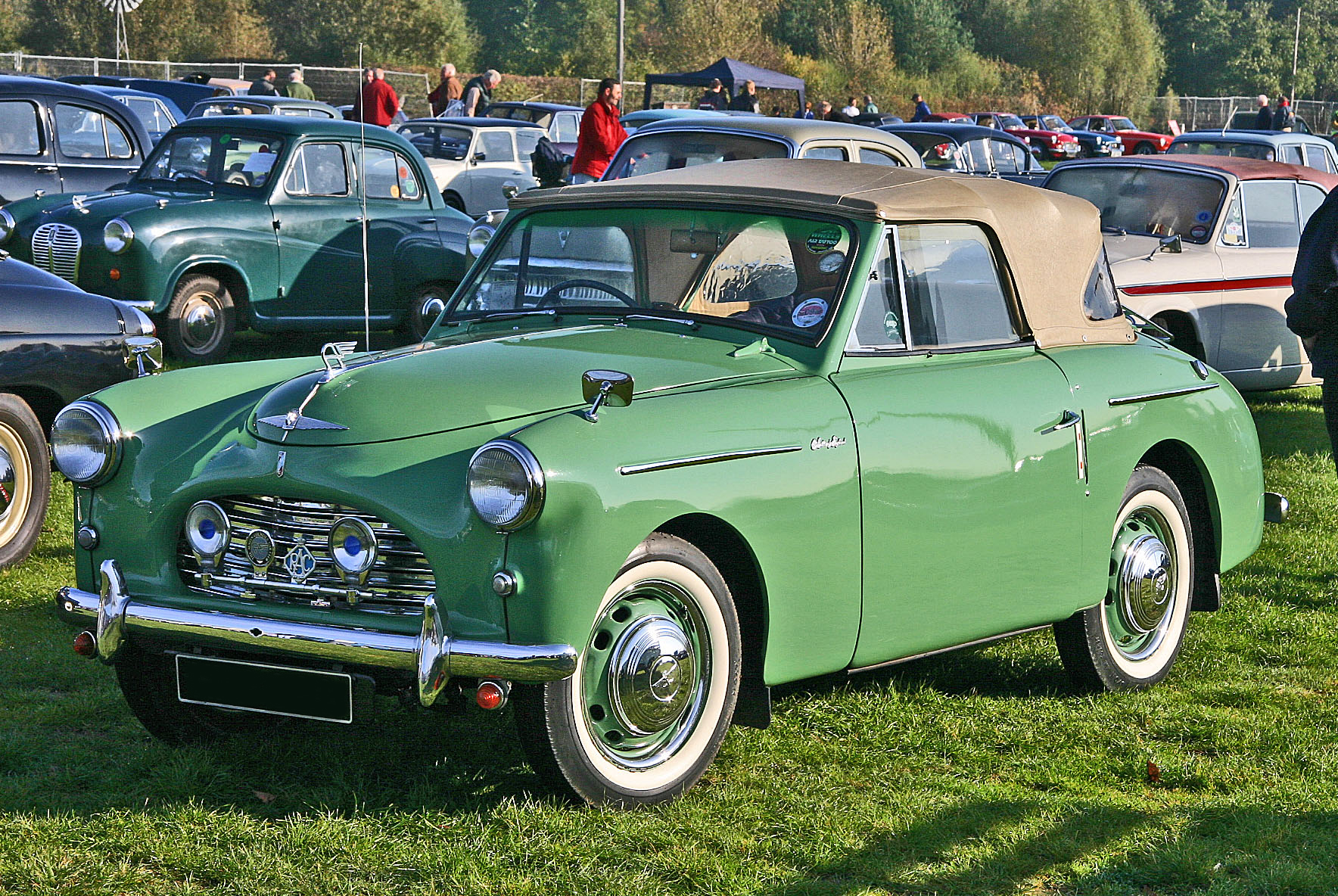
Austin A40 Sports

El Austin A40 Sports debutó en el Salón del Automóvil de Londres de 1949 como una variante descapotable con carrocería de aluminio para cuatro pasajeros del Austin A40. Llevaba una placa con el rótulo Austin of England, y la letra A con alas (Flying A) de Austin como adorno de capó. El coche estaba diseñado y fabricado conjuntamente con Jensen Motors.
La producción del A40 Sports, que se pensó como un gran turismo en lugar de un verdadero automóvil deportivo, comenzó en noviembre de 1950 para la gama de 1951. Para cuando terminó la producción en 1953, se habían fabricado poco más de 4000 unidades.

## Resumen
Como parte de una serie de colaboraciones entre Austin y Jensen Motors de West Bromwich, el A40 Sports se originó cuando el presidente de Austin, Leonard Lord, vio el Jensen Interceptor y solicitó que Jensen desarrollara una carrocería que pudiera usar la mecánica del Austin A40. La carrocería resultante fue diseñada por Eric Neale, un estilista que se había unido a Jensen en 1946 después de trabajar en Wolseley Motors. Durante la producción, Jensen construyó las carrocerías del A40 Sports y las transportó a la factoría de Longbridge de Austin para su ensamblaje final.
Según la intención de Lord, el A40 Sports se basó en la mecánica del Austin A40 Devon, aunque se adoptó un chasis de túnel central para la carrocería abierta con el fin de darle mayor rigidez. El A40 Sports también empleó una versión con carburador SU doble del motor de 1.2 L que rendía 46 HP (34 kW) en lugar de los 42 HP (31 kW) de la versión original. La transmisión manual se accionaba a través de una palanca de cambios montada sobre el suelo. La dirección era del tipo de piñón y cremallera, la suspensión delantera era de muelles helicoidales independientes con eje de viga rígida y utilizaba suspensión de ballesta con flejes semielípticos en la parte trasera.
La fabricación del A40 Sports se produjo en dos series. La Serie GD2 inicial comenzó en noviembre de 1950 y presentaba un cambio de marchas sobre el suelo y un tablero idéntico al del Devon. La posterior Serie GD3 comenzó a producirse en agosto de 1951 y finalizó en abril de 1953, con un cambio de marchas en la columna de dirección, frenos totalmente hidráulicos y un tablero revisado con un panel de instrumentos centrado. Se construyeron 4011 unidades del A40 Sports.

## Rendimiento
El A40 Sports tuvo problemas para mantener velocidades de crucero del orden de 60 a 65 millas por hora (96,6 a 104,6 km/h), a pesar de una velocidad máxima de 77,8 mph (125,2 km/h) según lo registrado por la revista británica The Motor en 1951, y podía acelerar desde 0–60 mph (96,6 km/h) en 25,6 segundos. Las pruebas registraron un consumo de combustible de 29,3 millas por galón imp (9,6 L/100 km; 24,4 mpgAm).
Una prueba de carretera de la revista Autocar realizada en 1950 obtuvo cifras similares, y describió la aceleración como "no sorprendente, pero más que adecuada". Se elogiaron los frenos y la dirección, junto con el "muy buen espacio para el equipaje" y los instrumentos "de lectura clara", pero se señaló que se necesitaba un "considerable alcance de piernas" para usar el "interruptor de accionamiento operado con el pie" para los faros.

## Precio de mercado
En los Estados Unidos (inicialmente concebidos como su mercado principal), el A40 tenía un precio de alrededor de 2200 dólares (equivalentes a 22.850 dólares en 2018). Costaba alrededor de 818 libras en el Reino Unido, en un momento en que una berlina de seis cilindros del mercado medio convencional, la Vauxhall Velox, se ofrecía por 550 y el propio Austin A40 Devon se ofrecía por un poco más de 500 libras.

## La vuelta al mundo en 1951
Como reclamo publicitario para promocionar el A40 Sports, Leonard Lord (presidente de Austin) realizó una apuesta con Alan Hess del departamento de publicidad de Austin, afirmando que no podría dar la vuelta al mundo en 30 días en el automóvil. En 1951, un A40 Sports conducido por Hess logró la hazaña de la dar la vuelta al mundo en 21 días en lugar de los 30 planeados, con la ayuda de un avión de carga de la compañía KLM, cubriendo aproximadamente 10.000 millas terrestres (unos 16.000 km), con un promedio de 475 millas por día y consumiendo 29 millas por galón imp (9,7 L/100 km).